# Battaglia di Nanchino
La battaglia di Nanchino (o Nanjing) venne combattuta all'inizio del mese di dicembre 1937 durante la seconda guerra sino-giapponese tra le truppe dell'Esercito imperiale giapponese, che marciavano sulla capitale della Cina dopo la vittoria nella battaglia di Shanghai alla fine di novembre, e i resti dell'Esercito cinese, in ritirata dopo la sconfitta.
I reparti giapponesi, guidati dal generale Iwane Matsui, riuscirono a conquistare con relativa facilità la città entro il 13 dicembre 1937 dopo aver superato le massicce mura che circondavano Nanchino, mentre le truppe cinesi ripiegarono in disordine verso ovest. I soldati giapponesi rastrellarono completamente l'area abitata eliminando dopo violenti scontri ravvicinati i nuclei superstiti di soldati cinesi che erano rimasti bloccati dentro Nanchino.
Dopo la presa della città le truppe giapponesi perpetrarono il terribile massacro di Nanchino, uccidendo in massa prigionieri di guerra e civili cinesi; l'Esercito imperiale giapponese si comportò con tale brutalità contro la popolazione e i militari che osservatori occidentali lo definirono "una macchina bestiale".

## Situazione strategica

### La decisione giapponese di conquistare Nanchino
La cosiddetta seconda guerra sino-giapponese aveva avuto inizio con l'Incidente del ponte Marco Polo del 7 luglio 1937 che si era trasformato rapidamente in una guerra su larga scala nella Cina settentrionale tra l'Esercito nazionalista cinese e l'Esercito imperiale giapponese. Il generalissimo del Kuomintang Chiang Kai-shek tuttavia aveva deciso di evitare una battaglia decisiva nel nord e aveva trasferito le operazioni principali a sud, iniziando la battaglia di Shanghai con l'attacco alle unità nipponiche schierate a Shanghai nella Cina centrale. I capi giapponesi risposero a questa inattesa offensiva da parte dell'esercito cinese inviando nella grande città sullo Yangtze Kiang la cosiddetta Armata di spedizione di Shanghai al comando del generale Iwane Matsui, con la missione di respingere da Shanghai le forze cinesi. L'aspra resistenza dell'esercito cinese a Shanghai costrinse l'alto comando giapponese ad inviare ripetutamente rinforzi all'Armata di spedizione del generale Matsui, e alla fine il 9 novembre 1937 venne inviata un'intera nuova armata, la 10ª Armata, che, al comando del tenente generale Heisuke Yanagawa, sbarcò nella baia di Hangzhou, a sud di Shanghai.
L'intervento della 10ª Armata permise finalmente di superare la resistenza cinese e costringere il nemico alla ritirata da Shanghai, ma lo stato maggiore giapponese non era intenzionato ad estendere ulteriormente le ostilità e avrebbe preferito cercare di concludere rapidamente la guerra. Il 7 novembre 1937, mentre era ancora in corso la battaglia di Shanghai, l'influente vice-capo di Stato maggiore dell'Esercito imperiale, generale Hayao Tada, aveva effettivamente stabilito una "linea di restrizione operativa" che prevedeva che le forze giapponesi non si allontanassero dalla città e in particolare non superassero le città cinesi di Suzhou e Jiaxing.

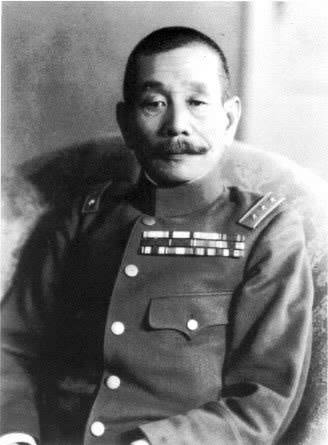
Il generale Iwane Matsui

Queste direttive dello stato maggiore a Tokyo in realtà non erano affatto condivise dai capi delle due armate campali schierate a Shanghai, l'Armata di spedizione di Shanghai e la 10ª Armata, che da novembre erano state raggruppate operativamente sotto il controllo del nuovo comando dell'Armata regionale della Cina centrale, sotto la guida superiore del generale Matsui. Il generale aveva riferito ai suoi superiori dello stato maggiore di Tokyo, ancor prima che lasciasse il Giappone per assumere il comando a Shanghai, che egli considerava decisivo per l'esito della guerra marciare sulla capitale della Cina nazionalista Nanchino. Il generale Matsui era convinto che la conquista di Nanchino avrebbe provocato il crollo dell'intero governo nazionalista di Chiang Kai-shek e che il Giappone avrebbe raggiunto rapidamente la vittoria completa in Cina.
Il comandante in capo dell'Armata regionale della Cina centrale riteneva di poter raggiungere una vittoria prestigiosa e schiacciare le migliori divisioni cinesi che Chiang Kai-shek sembrava deciso a sacrificare incautamente nella difesa di Nanchino; la capitale, chiusa su tre lati dalle acque del fiume Yangtze Kiang e aperta solo sul lato orientale, appariva completamente esposta all'avanzata giapponese e si prestava particolarmente, dal punto di vista tattico, ad una battaglia di accerchiamento dove le truppe imperiali avrebbero potuto distruggere completamente le divisioni cinesi di cui era attesa, dopo l'esperienza di Shanghai, l'accanita resistenza fino al loro completo annientamento. Il generale Yanagawa condivideva le valutazioni del suo superiore ed era ansioso a sua volta di conquistare la capitale cinese; entrambi gli alti ufficiali erano fortemente irritati per la "linea di restrizione operativa" che era stata loro imposta dallo stato maggiore generale di Tokyo.
Il 19 novembre 1937 il generale Yanagawa ordinò ai reparti della 10ª Armata di inseguire le forze cinesi in ritirata oltre la "linea di restrizione operativa" stabilita a Tokyo proseguire in direzione di Nanchino. Si trattava di un flagrante atto di insubordinazione e quando il generale Tada ne venne a conoscenza il giorno seguente, ordinò al generale Yanagawa di fermarsi immediatamente, ma i suoi ordini furono completamente ignorati. Il generale Matsui fece qualche debole tentativo di trattenere il comandante della 10ª Armata, ma in realtà egli disse al suo subordinato che avrebbe potuto inviare qualche reparto avanzato oltre la linea di restrizione. In realtà il generale Matsui condivideva totalmente le azioni del generale Yanagawa e alcuni giorni più tardi, il 22 novembre, inviò un telegramma urgente allo stato maggiore generale insistendo che "per risolvere rapidamente questa crisi, noi dobbiamo sfruttare subito le attuali crescenti difficoltà del nemico e conquistare Nanchino [...] a questo punto, rimanendo fermi dietro la linea di restrizione operativa, non solo perderemmo la nostra migliore occasione di avanzare facilmente, ma incoraggeremmo anche il nemico a ricostituire la sua forza combattente e recuperare il suo spirito combattivo; in questo caso diverrebbe sempre più difficile distruggere completamente la sua volontà di continuare la guerra".
Nel frattempo, mentre un numero sempre maggiore di reparti giapponesi avanzavano rapidamente oltre la linea di restrizione operativa, il generale Tada si trovava in una situazione sempre più difficile e subiva forti pressioni da altri ufficiali dello stato maggiore a Tokyo. Molti dei colleghi e subordinati del generale Tada, compreso il potente capo dell'ufficio operazioni dello stato maggiore, generale Sadamu Shimomura, avevano iniziato a condividere il punto di vista del generale Matsui e volevano che Tada autorizzasse l'attacco su Nanchino. Alla fine, il 24 novembre 1937, il generale Tada cedette e annullò la linea di restrizione operativa "a causa di circostanze al di fuori del nostro controllo", e alcuni giorni più tardi approvò con riluttanza l'operazione per conquistare Nanchino. Il generale Tada si recò personalmente a Shanghai il 1º dicembre 1937 per comunicare i nuovi ordini allo stato maggiore dell'Armata regionale della Cina centrale, anche se in quel momento le sue armate campali erano già molto più avanti sulla via di Nanchino.

### La decisione cinese di difendere Nanchino
Il 15 novembre 1937, poco prima della fine della sanguinosa battaglia di Shanghai, Chiang Kai-shek aveva partecipato ad una riunione del Consiglio supremo della Difesa nazionale in cui si era discussa la pianificazione strategica generale e in particolare le decisioni da prendere in caso di attacco giapponese a Nanchino; il generalissimo insistette con la massima energia sull'assoluta necessità di difendere ad oltranza la città capitale. Chiang affermò, come aveva già fatto durante la battaglia di Shanghai, che la Cina non avrebbe potuto aspettarsi un aiuto delle grandi potenze, sotto forma di intervento della Conferenza delle Nove potenze, se non avesse dato prova sul campo di battaglia della sua volontà e capacità di resistere all'invasione giapponese.
Il generale Tang Shengzhi ebbe l'incarico di difendere Nanchino in seguito alla ritirata dell'esercito nazionalista dopo la battaglia di Shanghai. In un'intervista rilasciata ad alcuni giornalisti stranieri, annunciò che la città non si sarebbe arresa e che avrebbe combattuto fino alla morte. Le forze dispiegate a difesa della città bloccarono strade, affondarono imbarcazioni, e bruciarono i villaggi vicini, per evitare che i civili abbandonassero la città. Il generalissimo decise di non schierare le truppe migliori poiché non riteneva opportuno sacrificarle in una resistenza simbolica e senza speranza nella capitale, preferendo preservarli in vista di battaglie future. Il generale Tang radunò circa 100 000 soldati, la maggioranza dei quali senza preparazione, e una parte delle truppe sconfitte a Shanghai. Inoltre dispiegò la 35ª e la 72ª Divisione alle porte della città per evitare fughe di civili, come ordinatogli dal quartier generale di Chiang Kai-shek a Wuhan. Il governo lasciò Nanchino il 1º dicembre, il presidente lo raggiunse il 7 dicembre nella città di Chongqing. Nanchino fu lasciata a una commissione internazionale guidata da John Rabe. 

## Svolgimento della battaglia
Il 9 dicembre 1937, dopo aver chiesto senza successo alle truppe cinesi di arrendersi, il tenente generale Yasuhiko Asaka, zio dell'imperatore Hirohito, facente le veci del generale Matsui, guidò le truppe giapponesi in un massiccio assalto. Le numerose diserzioni e la schiacciante superiorità numerica nemica costrinse i comandanti cinesi a ordinare il 12 dicembre una ritirata lungo il Fiume Azzurro. Molti degli ordini dati durante la battaglia contraddicevano quelli del quartier generale, e molti di più furono semplicemente ignorati. Queste complicazioni, in aggiunta al fallimentare piano di difesa, diedero poche possibilità di scampo ai soldati cinesi.
Il 13 dicembre, la 6ª e la 114ª Divisione dell'Esercito imperiale entrarono nella città. Nello stesso momento, la 9ª Divisione entrò dalla Porta Guanghua e la 16ª Divisione dalle porte Zhongshan e Taiping. Nel pomeriggio, due flotte della Marina imperiale giapponese arrivarono su entrambi i lati del Fiume Azzurro.